# Hans Stanley
Hans Stanley (ur. 23 września 1721, zm. 12 stycznia 1780) – brytyjski dyplomata. 
Jego dziadkiem był uczony, sir Hans Sloane (1660-1753), założyciel British Museum.
Hans Stanley pełnił w 1761 funkcję Chargé d’affaires brytyjskiej ambasady w Paryżu. Trwała wówczas wojna siedmioletnia, więc nie było ambasadora i mimo niskiej rangi dyplomatycznej Stanley był szefem poselstwa.
W latach 1766–1767 był brytyjskim ambasadorem w Rosji. W 1780 popełnił samobójstwo.